# Enregistrement vidéo
 (décembre 2018).
Si vous disposez d'ouvrages ou d'articles de référence ou si vous connaissez des sites web de qualité traitant du thème abordé ici, merci de compléter l'article en donnant les références utiles à sa vérifiabilité et en les liant à la section « Notes et références ».
Ne doit pas être confondu avec Captation (audiovisuel).
L'enregistrement vidéo est une technique permettant d'enregistrer un signal vidéo sur une bande magnétique, une carte mémoire ou un système direct-to-disk.

## Principe

### Enregistrement analogique
La fréquence d'un signal vidéo peut aller jusqu'à 6,5 MHz. Néanmoins le support de stockage habituellement utilisé en vidéo, la bande magnétique, est limitée au niveau de la densité d'information. Par exemple, une cassette audio d'excellente qualité a sa bande passante limitée aux environs de 15 kHz alors que la vitesse de défilement de la bande est de 4,75 cm/s.
En se basant sur ce constat, une simple règle de trois permet d'évaluer la vitesse de défilement nécessaire pour l'enregistrement de vidéo sur bande magnétique :
{\displaystyle V_{v}={\frac {F_{v}\times V_{a}}{F_{a}}}}, avec :
- {\displaystyle V_{v}} : vitesse de la vidéo, ce que l'on cherche ;
- {\displaystyle F_{v}} : fréquence de la vidéo (6 500 kHz) ;
- {\displaystyle V_{a}} : vitesse de l'audio (0,047 5 m/s) ;
- {\displaystyle F_{a}} : fréquence de l'audio (15 kHz).

On obtient donc :
{\displaystyle V_{v}={\frac {6\,500\times 0{,}047\,5}{15}}=20{,}58\;\mathrm {m/s} } (c'est-à-dire à peu près 74 km/h).
Cela signifie qu'il ne faut que 49 secondes pour utiliser un kilomètre de bande magnétique. Autant dire que cette méthode est pratiquement inutilisable, même si aux débuts de la télévision, le magnétoscope « Vera » de la BBC fonctionnait selon ce principe.

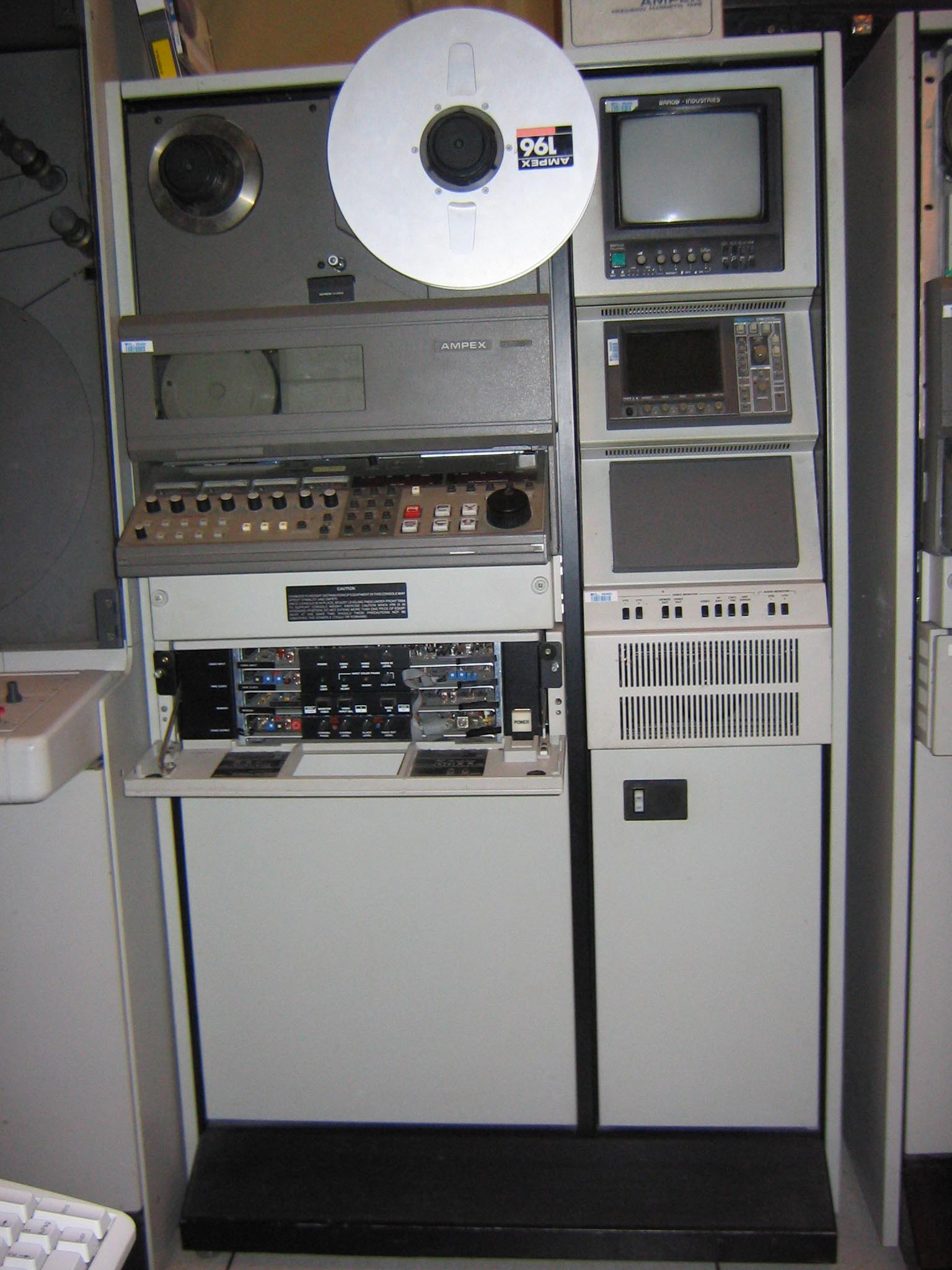
Magnétoscope VPR6 de Ampex

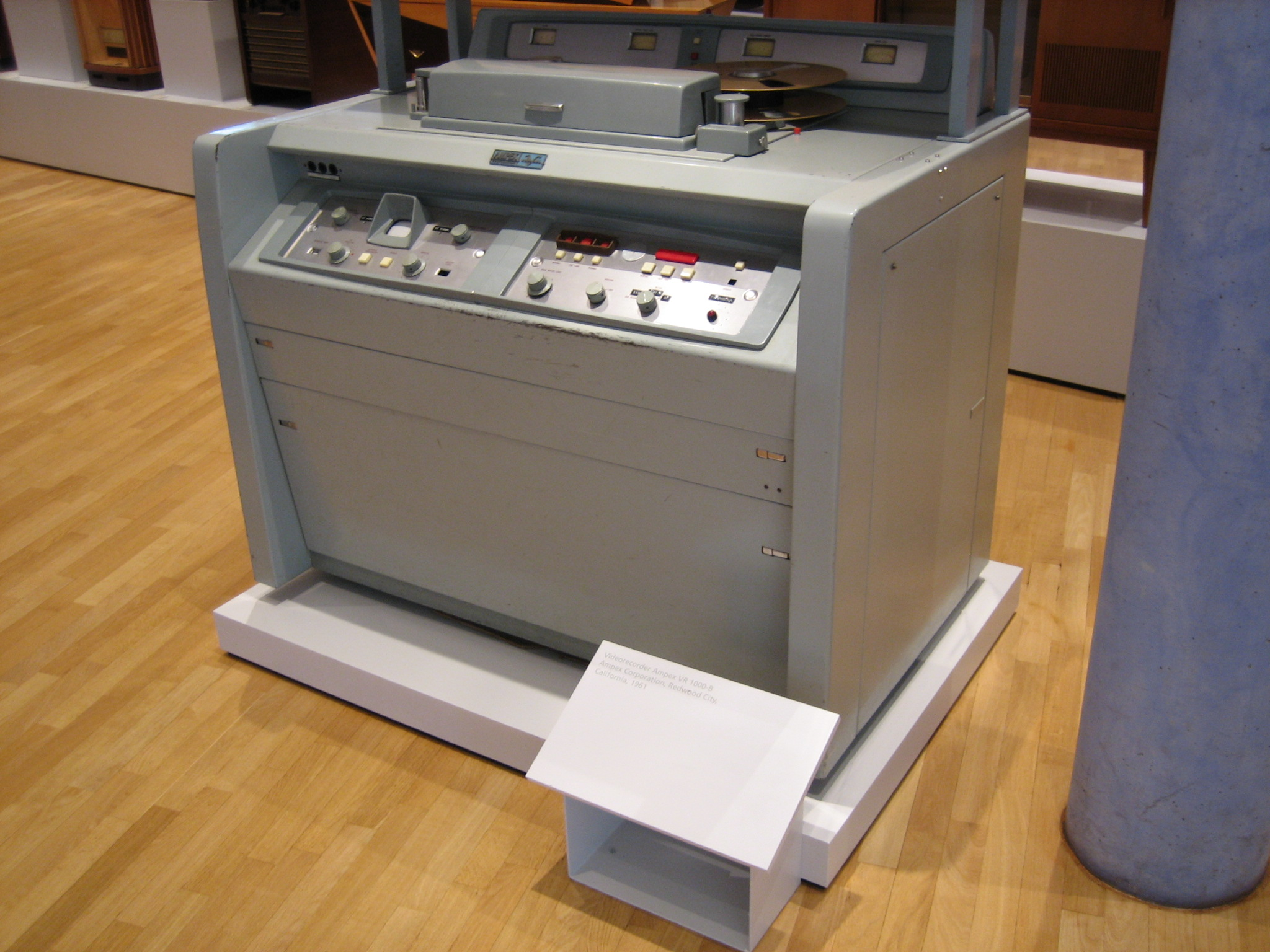
Magnétoscope VR1000 de Ampex (1961)

Dans un premier temps, le système « quadruplex » mis au point par la firme Ampex fut le seul capable de reproduire des images télévisées de bonne qualité professionnelle, principe mis au point dans les années 1950 qui dans un premier temps, était seulement utilisé pour transmettre des programmes complets en différé de la côte est des États-Unis vers la côte ouest. À l'époque, il n'offre aucune possibilité de montage vidéo.
L'enregistrement s'effectuait sur une bande magnétique de 2 pouces de large. Pour obtenir la vitesse de défilement nécessaire, un tambour de 4 têtes vidéo tournait à la vitesse de 15 000 tours par minute, chaque tête enregistrant un paquet de 16 lignes. Une électronique très élaborée reconstituait le signal entier d'une trame. Aucun roulement à billes ne supportait un tel régime. C'était de l'air comprimé qui faisait « flotter » l'axe du tambour sur ses paliers. Outre la vidéo enregistrée transversalement, il y avait une piste son, une piste auxiliaire, appelée « cue » dans le jargon et une piste de synchronisation.
Assez vite, sont apparus des dispositifs permettant d'éditer la bande vidéo et des correcteurs de signaux permettant l'enregistrement de la couleur.
Il s'agissait de machines complexes, consommant 3 kW et nécessitant un raccordement d'air comprimé.
Un néologisme était utilisé à la télévision française : on parlait d'« ampexer » les programmes pour les enregistrements vidéo.
À la fin des années 1960, l'enregistrement hélicoïdal a été proposé par Ampex et Sony, puis repris depuis par tous les standards d'enregistrement vidéo (ainsi que les enregistreurs audio DAT). L'idée de base est simple : il n'est pas possible d'enregistrer de la vidéo à moins de 20 m/s, par contre il n'est pas nécessaire d'occuper toute la largeur de la bande (comprise entre 4 mm et 25,4 mm) avec le signal vidéo, quelques dixièmes de millimètre suffisent, d'ailleurs la tête magnétique utilisée pour l'écriture et la lecture doit être de petite taille pour permettre une bande passante jusqu'à 6,5 MHz.
Les têtes vidéo sont donc disposées sur un tambour cylindrique et la bande est enroulée autour de lui. Le tambour tourne à grande vitesse, de telle façon que les têtes disposées sur sa périphérie vont à une vitesse de 20 m/s par rapport à la bande. L'axe du tambour est incliné pour que le trajet des têtes vidéo suive également un axe incliné par rapport à la bande. La bande se déplace simultanément, ce qui fait qu'au tour suivant les têtes vidéo passeront à côté de leur précédent parcours sans le chevaucher.
Suivant les normes d'appareils, le tambour peut être doté de 1, 2 ou 4 têtes vidéo (les systèmes à une tête sont des normes très anciennes). Par ailleurs pour des raisons de stabilité de l'image, une piste oblique correspond à exactement une image ou une trame.

## Normes
| Nom                      | Format | Type image        | Largeur bande | Vitesse bande   | Diamètre tambour | Vitesse relative | Nombre têtes | Résolution horiz. | Bande passante    | Son                | Durée maxi      | Usage                 |
| ------------------------ | ------ | ----------------- | ------------- | --------------- | ---------------- | ---------------- | ------------ | ----------------- | ----------------- | ------------------ | --------------- | --------------------- |
| Quadruplex               |        | full composite    | 2" 50,8 mm    | 15"/s 38,1 cm/s | -                | -                | 4            | 625               | 5,5 MHz 1,5 MHz   | 1 STD + 1 « cue »  | 20 à 92         | Pro                   |
| EBU-C                    |        | full composite    | 1" 25,4 mm    | 24,4 cm/s       | -                | -                | 1            | 500?              | 5,5 MHz 1,5 MHz   | 2 STD              | ?               | Pro                   |
| EBU-B (Bosch)            |        | full composite    | 1" 25,4 mm    | -               | -                | -                | 1            | 500?              | 5,5 MHz 1,5 MHz   | 2 STD ?            | ?               | Pro                   |
| M-II (Matsushita)        |        | YUV               | 1/2" 12,7 mm  | 6,6 cm/s        | -                | -                | ?            | 500?              | 5 MHz 1,8 MHz     | 2 STD + 2 FM       | ?               | Pro                   |
| U-Matic-LB (Sony)        |        | YC                | 3/4" 19,05 mm | 9,53 cm/s       | 110 mm           | 8,54 m/s         | 2            | 240               | -                 | 2 STD              | 1 h 30 min      | Semi-pro obsolète     |
| U-Matic-HB (Sony)        |        | YC                | 3/4" 19,05 mm | 9,53 cm/s       | 110 mm           | 8,54 m/s         | 2            | 250               | -                 | 2 STD              | 1 h 30 min      | Semi-pro obsolète     |
| U-Matic-SP (Sony)        |        | YC                | 3/4" 19,05 mm | 9,53 cm/s       | 110 mm           | 8,54 m/s         | 2            | 400?              | 4 MHz ?MHz        | 2 STD              | 1 h 30 min      | Semi-pro obsolète     |
| VCR (Philips)            |        | YC                | 1/2" 12,7 mm  | 14,29 cm/s      | 105 mm           | 8,1 m/s          | 2            |                   |                   | 1 (2) STD          | 1 h 80 min      | grand public          |
| VCR-Longplay (Philips)   |        | YC                | 1/2" 12,7 mm  | 6,56 cm/s       | 105 mm           | 8,18 m/s         | 2            |                   |                   | 1 STD              | 3 h             | grand public          |
| SVR (Grundig)            |        | YC                | 1/2" 12,7 mm  | 3,59 cm/s       | 105 mm           | 8,2 m/s          | 2            |                   |                   | 1 STD              | 4 h 5 h         | grand public          |
| VHS (JVC)                |        | YC                | 1/2" 12,7 mm  | 2,399 cm/s      | 62 mm            | 4,84 m/s         | 2 ou 4       | 240               | 2,4 MHz 0,6 MHz   | 1 (2) STD (2 FM)   | 4-5 h 45 min    | grand public          |
| Betamax (Sony)           |        | YC                | 1/2" 12,7 mm  | 1,873 cm/s      | 74,487 mm        | 5,832 m/s        | 2            | 260               | -                 | 1 (2) STD (2 FM)   | 3 h 35          | grand public          |
| V2000 (Philips)          |        | YC                | 1/4" 6,35 mm  | 2,44 cm/s       | 65 mm            | 5,08 m/s         | 2            | 260               | -                 | 1 (2) STD          | 2 x 4 h         | grand public          |
| Super-Betahifi (Sony)    |        | YC                | 1/2" 12,7 mm  | 1,873 cm/s      | 74,487 mm        | 5,832 m/s        | 2            | 280               | -                 | 1 STD 2 FM         | 3 h 35          | grand public          |
| S-VHS (JVC)              |        | YC                | 1/2" 12,7 mm  | 2,399 cm/s      | 62 mm            | 4,84 m/s         | 2 ou 4       | 400               | 5 MHz 0,6 MHz     | 1 STD 2 FM         | 4 h 45 min      | grand public Semi-pro |
| W-VHS (JVC)              |        | RGB?              | 1/2" 12,7 mm  | -               | -                | -                | -            | -                 | -                 | -                  | -               | HDTV 3D               |
| Betacam (Sony)           |        | YUV               | 1/2" 12,7 mm  | 10,15 cm/s      | 73,66 mm         | -                | 2?           | 400?              | -                 | 2 STD 2 FM         | 1 h 30          | Pro                   |
| Betacam-SP (Sony)        |        | YUV               | 1/2" 12,7 mm  | 10,15 cm/s      | -                | -                | 2?           | 500?              | 4,5 MHz 1,5 MHz   | 2 STD 2 FM         | 1 h 30          | Pro                   |
| 8 mm (Sony)              |        | YC                | 8 mm          | 2,005 cm/s      | 40 mm            | 3,1 m/s          | 2            | 260               | -                 | 1 (2) FM (2 PCM)   | 1 h 30          | grand public          |
| Hi-8 (Sony)              |        | YC                | 8 mm          | 2,005 cm/s      | 40 mm            | 3,1 m/s          | 2            | 400               | -                 | 2 FM (2 PCM)       | 1 h 30          | grand public Semi-pro |
| DV                       |        | digital YUV       | 1/4" 6,35 mm  | 18,81 mm/s      | -                | -                | ?            | 450               | -                 | 2 ou 4 PCM (1 STD) | 4 h 30 1 h 20   | tous                  |
| DVC                      |        | digital YUV       | 1/4" 6,35 mm  | -               | -                | -                | ?            | 450               | -                 | 2 ou 4 PCM (1 STD) | -               | Pro semi-pro          |
| DVCam (Sony)             |        | digital YUV       | 1/4" 6,35 mm  | -               | -                | -                | ?            | 450               | -                 | 2 ou 4 PCM (1 STD) | -               | Pro semi-pro          |
| DVCPRO (D7) (Panasonic)  |        | digital YUV       | 1/4" 6,35 mm  | -               | -                | -                | ?            | 450               | -                 | 2 ou 4 PCM (1 STD) | -               | Pro semi-pro          |
| Digital 8 (Sony)         |        | digital YUV       | 8 mm          | -               | -                | -                | 2            | 450               | -                 | 2 PCM ?            | 1 h 30          | grand public          |
| D-1 (Sony)               |        | digital YUV       | 3/4" 19,05 mm | -               | -                | -                | -            | -                 | -                 | 4 PCM              | -               | Pro                   |
| D-2 (Ampex)              |        | digital composite | 3/4" 19,05 mm | -               | -                | -                | -            | -                 | -                 | 4 PCM              | -               | Pro                   |
| D-3 (Matsushita)         |        | digital composite | 1/2" 12,7 mm  | -               | -                | -                | -            | -                 | 6 MHz             | 4 PCM              | -               | Pro                   |
| D-5 (Matsushita)         |        | digital YUV       | 1/2" 12,7 mm  | -               | -                | -                | -            | -                 | 5,75 MHz 2,75 MHz | 4 PCM              | -               | Pro                   |
| D-5 HD (Matsushita)      |        | digital YUV       | 1/2" 12,7 mm  | -               | -                | -                | -            | -                 | 7,67 MHz 3,67 MHz | 4 PCM              | -               | HDTV Pro              |
| D-6 (Toshiba/BTS)        |        | digital YUV       | -             | -               | -                | -                | -            | -                 | -                 | -                  | -               | HDTV Pro              |
| Betacam numérique (Sony) |        | digital YUV       | -             | -               | -                | -                | -            | -                 | -                 | 4 PCM              | 40 min          | Pro                   |
| Betacam SX (Sony)        |        | digital YUV       | -             | -               | -                | -                | -            | -                 | -                 | -                  | -               | Pro                   |
| D-VHS (JVC)              |        | digital YUV       | 1/2" 12,7 mm  | -               | -                | -                | -            | -                 | -                 | -                  | 3 h 30 21 h max | -                     |
| Digital S (D9) (JVC)     |        | digital YUV       | 1/2" 12,7 mm  | -               | -                | -                | -            | -                 | -                 | 4 PCM              | -               | Pro                   |
| Ampex DCT (Ampex)        |        | digital YUV       | -             | -               | -                | -                | -            | -                 | -                 | -                  | -               | Pro                   |
| HDD-1000 (Sony)          |        | digital YUV       | 1" 25,4 mm    | -               | -                | -                | -            | -                 | -                 | -                  | -               | HDTV Pro              |